# Despate
Le Despate, en grec moderne : Δοσπάτης - Δεσπάτης, en bulgare : Доспат, est une rivière des Rhodopes occidentales, le plus important affluent de la Mesta, située entre la Grèce et la Bulgarie.
Il prend sa source au Rozov vrah (« Pic de la Rose »), qui culmine à 1 643 mètres en Bulgarie, et coule vers le sud-est jusqu'au barrage de Dospat (en), après quoi il tourne vers le sud-ouest pour continuer généralement vers le sud et se jeter dans la Mesta en tant qu'affluent gauche près du village de  (el), sur le territoire grec, juste au sud de la frontière gréco-bulgare.
Le bassin hydrographique du Despate s'étend sur 633,5 km2. Sa longueur est de 110 km, dont 79 km en Bulgarie et 31 km en Grèce. Sur une petite distance de trois km, le cours d'eau forme la frontière gréco-bulgare.